# RS-122
RS-122 (груз. რს-122) — грузинская реактивная система залпового огня, представляющая собой шасси КрАЗ-6322 с бронированной кабиной и пакет из 40 трубчатых направляющих калибра 122-мм.

## История
Разработана грузинским научно-техническим центром «Дельта» в 2012 году в качестве преемника устаревшей БМ-21 «Град», первый образец был представлен 3 марта 2012 года на военном полигоне Вазиани.

## Конструкция
Система состоит из самоходной пусковой установки с бронированной кабиной, НУРС, системы управления огнём. Конструктивно представляет собой шасси КрАЗ-6322 и артиллерийскую часть БМ-21. Спереди находится кабина экипажа, а в корме — пусковая установка.
Угол наведения по месту составляет от 0 до 60 градусов, по азимуту — 120 градусов.

## Варианты и модификации
- GG-122 — модификация на шасси КрАЗ-63221, с цельносварной четырёхдверной кабиной на 6 человек. Опытный образец показан в мае 2014 года[4]. GG-122 оснащен стандартной оптической системой прицеливания, аналогичной базовой версии БМ-21 «Град», но рассматривается возможность установки компьютерной системы управления огнём[5]

## Галерея

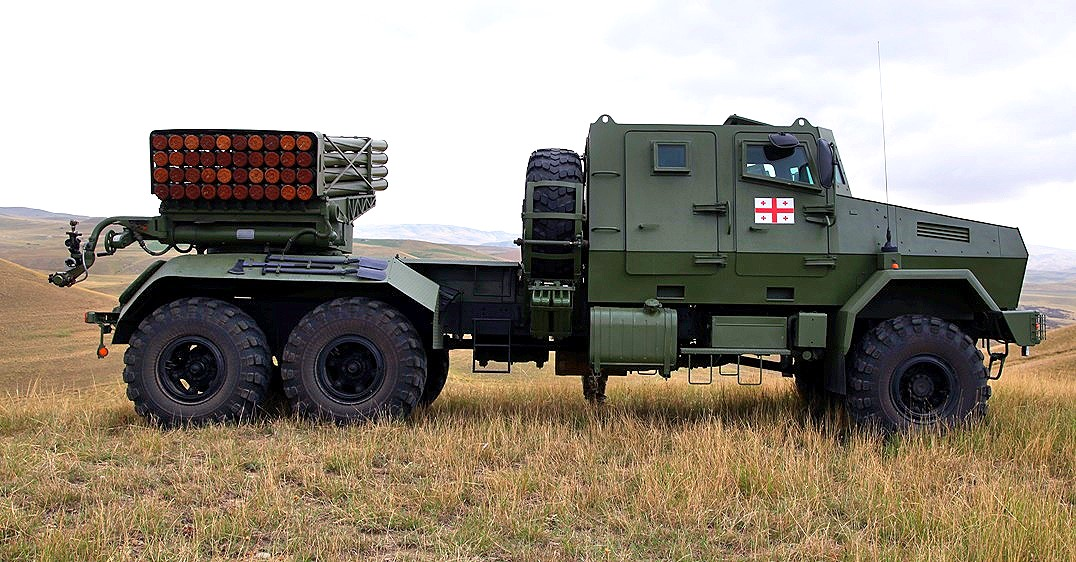